# Molho de soja

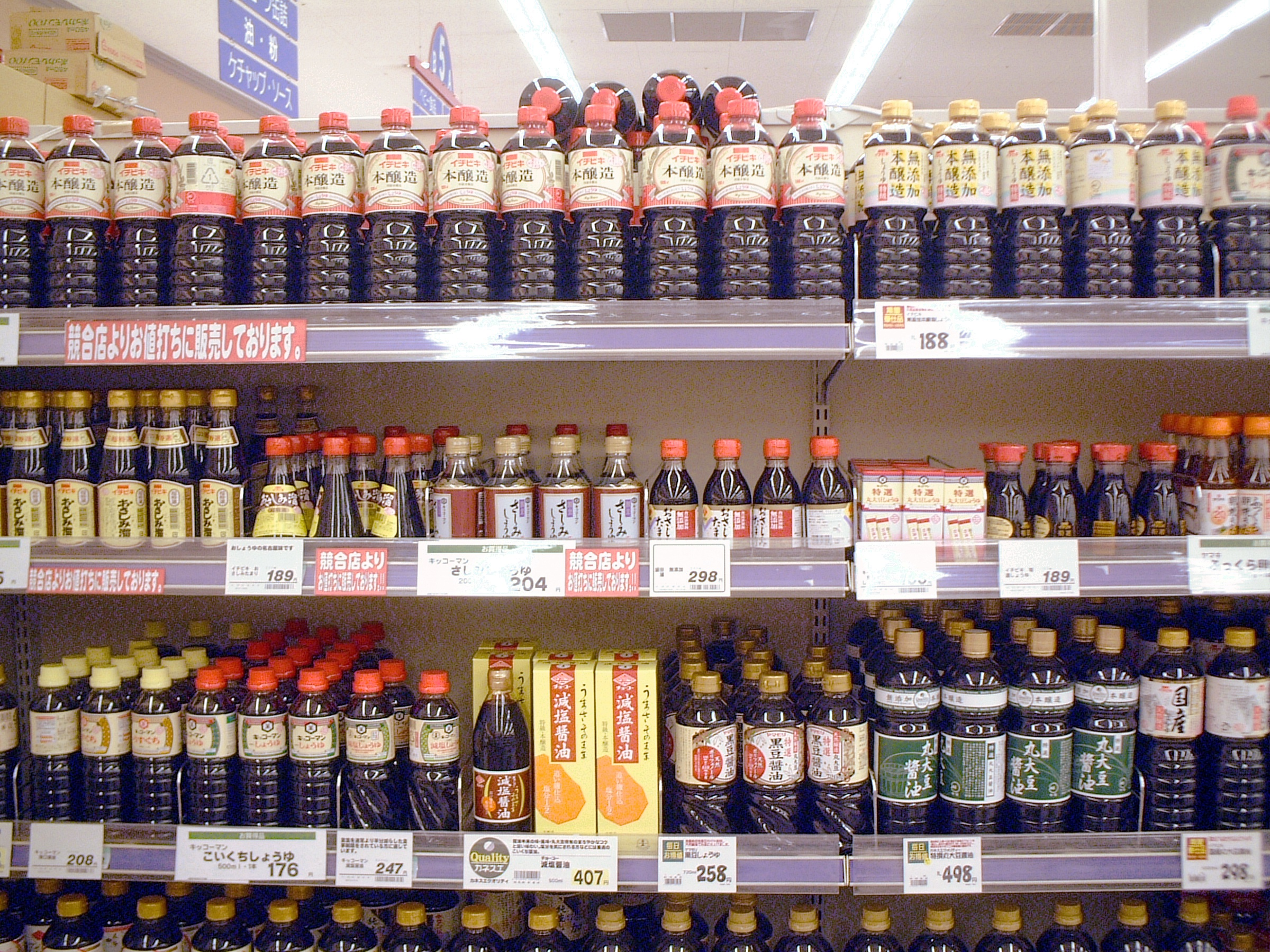
Garrafas de molho de soja

O molho de soja (醤油 shōyu em japonês, 醤油 jiàngyóu em chinês) é um molho fabricado a partir de uma mistura de soja, cereal torrado, água e sal marinho, fermentando-os com microrganismos Aspergillus oryzae e/ou Aspergillus sojae.
Este molho é utilizado para substituir o sal, acrescentar aroma e reforçar a coloração dos alimentos, sendo um condimento tradicional em países da Ásia como Japão, China, Coreia, Tailândia, Indonésia, Malásia, Filipinas e Singapura.

## História
Acredita-se que este condimento possui uma de suas raízes em jiàng, uma espécie de conserva salgada de alimentos da China. As conservas de arroz, trigo e soja deram origem ao molho de soja.

 Há registros do século III a.C., na qual o jiàng foi utilizado em banquetes.

### No Japão
Desde os tempos remotos antes de Cristo, os japoneses fabricavam e consumiam conservas salgadas de alimentos, tanto de animais como de vegetais, chamadas de hishio. Mais tarde, com a influência do budismo, introduzido no Japão no século VI, o consumo da carne vermelha foi se tornando um tabu, e com a introdução dos jiàng de cereais da China, no Período Nara, foi incentivado o desenvolvimento das conservas de cereais. E, gradativamente, as conservas feitas de soja dominaram o paladar dos japoneses.
Não se sabe ao certo como nem quando este molho foi inventado. Um dos registros mais antigos, na qual este condimento é citado, é o Nippo Jisho, um dicionário publicado por missionários jesuítas portugueses em 1603. Neste dicionário, a variedade tamari shoyu é apresentada como um líquido delicioso, extraído do missô e utilizado para temperar alimentos.

## Tipos

### Molho de soja japonês
No Japão, o molho de soja é classificado em 5 categorias de acordo com os padrões japoneses de agricultura (conhecido também como JAS, que é a sigla de sua terminologia em inglês: Japanese Agricultural Standard):

#### Koikuchi shoyu
Koikuchi shoyu (濃口醤油, koikuchi shōyu) é o molho de soja mais comum. Além do sabor salgado, apresenta um sabor levemente adocicado, amargo, azedo e umami. Ele é utilizado tanto para temperar durante a culinária tanto para o tempero final na mesa.

#### Usukuchi shoyu
Usukuchi shoyu (薄口醤油, usukuchi shōyu), originário da região de Kansai no Japão, é produzido com 10% a mais de sal do que o koikuchi shōyu para fermentar e envelhecer mais lentamente. Apresenta cor mais clara e um aroma mais sutil.

#### Tamari shoyu
Tamari shoyu (溜醤油, tamari shōyu) é um molho de soja mais grosso, com umami mais profundo e um aroma típico. Desde épocas antigas, é conhecido também como sashimi tamari, sendo bastante utilizado para temperar sashimi e sushi. É também bastante utilizado em teriyakis por apresentar uma coloração avermelhada ao ser aquecido.

#### Saishikomi shoyu
Saishikomi shoyu (再仕込み醤油, saishikomi shōyu) difere dos outros shoyus, pois utiliza o próprio molho de soja ao invés da água salgada na fermentação dos microrganismos. Ele apresenta sabor, cor e aromas fortes, sendo principalmente utilizado no tempero de sahimis, sushi e hiyayakko (prato de tofu cru e frio). Também é chamado de kanro shōyu.

#### Shiro shoyu
Shiro shoyu (白醤油, shiro shōyu), traduzido literalmente como shoyu branco, é mais claro do que o usukuchi shoyu, com um sabor mais leve, porém mais doce e com um aroma característico. Devido a sua coloração, é utilizado em sopas e pratos como o chawan mushi.

### Molho de soja chinês

#### Shēng chōu
Este molho é produzido a partir de soja e trigo fermentados e acrescidos de água e sal. Apresenta cor roxo escuro.

#### Lǎo chōu
É o molho shēng chōu acrecido de corante caramelo para obter uma coloração mais forte. O lǎo chōu apresenta uma consistência mais viscosa e um sabor mais profundo, porém é mais utilizado para acrescentar cor ao prato do que para temperá-lo.

## Como é feito
O molho de soja japonês é produzido a partir de 3 ingredientes: soja, trigo e salmoura, seguindo as seguintes etapas:
1. Pré-preparo dos ingredientes: a soja é primeiro molhada na água para depois ser cozida a vapor; e o trigo é torrado e moído.[12][13]
2. Fermentação: a soja cozida e o trigo triturado são misturados com koji (麹, kōji, fungos do gênero Aspergillus). Neste processo, são cultivados os fungo aspergillus durante um período de 3 dias. Este procedimento é considerado de extrema importância para definir  qualidade final do shoyu.[13][14]
3. Envelhecimento: nesta etapa, a salmoura é misturada aos ingredientes, formando moromi (諸味 ou もろみ). O moromi é envelhecido em um tanque por meses, ocorrendo a fermentação de ácido lático, álcool e ácido orgânico neste período.[14] Durante o envelhecimento, que pode levar de 6 meses a até 2 anos, as enzimas produzidas pelos microorganismos decompõem as proteínas da soja em aminoácidos e o amido do trigo em glucoses. Para auxiliar as atividades dos fungos, o moromi é revolvido a fim de arejá-lo e evitar a proliferação de bolores do gênero Penicillium.[13]
4. Extração: após o envelhecimento, o moromi é submetido à compressão, sendo filtrado lentamente por tecidos.[13][15] O líquido extraído neste processo é denominado kiague-shoyu (生揚醤油, kiage shōyu) que pode ser classificado em 2 tipos: o nama-shoyu (生醤油, nama shōyu) que é o shoyu filtrado e livre de microorganismos, porém sem passar pelo processo de esterilização por aquecimento;  e o kijoyu (生醤油, kijōyu), o shoyu puro acrescido apenas de sal.[16] O kiague shoyu é separado do óleo em sua superfície e dos detritos acumulados no fundo.[15]
5. Esterilização: terminada a filtração, o shoyu é aquecido para esterilizar os microorganismos, encerrando o processo de fermentação; e adicionar o aroma e a cor próprias do molho de soja. Após esta etapa, o shoyu será engarrafado, estando pronto para o consumo.[13][15]

### Classificação por método de fabricação
O processo de fabricação é classificado em 3 categorias de acordo com a JAS:
- Método honjozo (本醸造, honjōzō) é o método mais popular no Japão, representando cerca de 80% do shoyu produzido no país.[17] Neste método a soja e o trigo são fermentados e envelhecidos lentamente em um prazo longo, utilizando somente a ação dos microorganismos.

- Método kongo-jozo (混合醸造, kongō-jōzō, método de fermentação mista)

- Método kongo (混合方式, kongō-hōshiki, método misto)